# Gennade d'Astorga
 (mai 2025).
Gennade d'Astorga (également connu sous le nom de San Genadio), né vers 865 dans la région du Bierzo (province de León) est un moine bénédictin, abbé, évêque et ermite. Il a joué un rôle central dans la revitalisation spirituelle et monastique de la région du Bierzo, en Espagne, au tournant des IXe et Xe siècles.

## Origines
Né vers 865 dans la région du Bierzo, Gennade entre jeune au monastère d'Ageo à Ayoó de Vidriales, où il est formé sous la direction de l'abbé Arandiselo. Il y découvre les écrits et l'exemple de deux grandes figures du monachisme hispanique du VIIe siècle : Fructueux de Braga et Valère du Bierzo, qui influenceront profondément sa spiritualité.

## Restaurateur du monachisme dans le Bierzo
Vers 895, Gennade entreprend la restauration du monastère de San Pedro de Montes, abandonné depuis des décennies. En 898, il est nommé abbé par l'évêque Ranulfo d'Astorga. Sous sa direction, le monastère retrouve son rayonnement spirituel et devient un centre majeur du monachisme dans la région. 
Gennade fonde également d'autres établissements monastiques, dont le monastère de Peñalba de Santiago, situé dans la vallée du Silence. Ce monastère, dont l'église est consacrée en 937 par l'abbé Salomon, est un exemple remarquable de l'art mozarabe.

## Évêque d'Astorga (899–920)
En 899, à la demande du roi Alphonse III, Gennade est nommé évêque d'Astorga, succédant à Ranulfo. Il accepte cette charge par obéissance, bien qu'il préfère la vie monastique. Durant son épiscopat, il continue de promouvoir la vie monastique et la spiritualité dans son diocèse.

## Retraite et fin de vie
Vers 919 ou 920, Gennade renonce à sa fonction épiscopale et se retire dans la vallée du Silence, où il mène une vie d'ermite dans une grotte qui porte aujourd'hui son nom : la caverne de San Genadio. Il y poursuit son ascèse jusqu'à sa mort, survenue vers 936 à Peñalba de Santiago.

## Culte et postérité
Gennade est rapidement vénéré comme saint après sa mort. Sa fête est célébrée le 25 mai. Cependant, en 1969, son nom est retiré du calendrier liturgique romain en raison de l'absence de canonisation officielle. 
Il est également associé à l'introduction des premiers jeux d'échecs en Europe. Les Piezas de San Genadio, des pièces en ivoire conservées à Peñalba, sont considérées comme les plus anciennes pièces d'échecs européennes connues.